# Кинофестиваль в Авориазе 1993 года
XXI Международный фестиваль фантастического кино в Авориазе (фр. Le 21eme edition du Festival international du film fantastique d'Avoriaz) проходил во французских Альпах (Франция) проходил 16—23 января 1993 года. Это был последний жанровый кинофестиваль, проводимый в Авориазе. С 1994 года форумы кинофантастики проводятся в Жерармере (Франция)

## Жюри
- Кристофер Ли (Christopher Lee) — президент
- Мари-Кристин Барро (Marie-Christine Barrault)
- Мигель Босе (Miguel Bosé)
- Паскаль Брюкнер (Pascal Bruckner)
- Мак Каро (Marc Caro)
- Питер Койоти (Peter Coyote)
- Ипполит Жирардо (Hippolyte Girardot)
- Даниель Хейман (Danièle Heymann)
- Эмир Кустурица (Emir Kusturica)
- Мартин Ламотт (Martin Lamotte)
- Кароль Лор (Carole Laure)
- Матильда Май (Mathilda May)
- Боб Суэйм (Bob Swaim)
- Даниэль Томпсон (Daniele Thompson)
- Сильви Вартан (Sylvie Vartan)
- Ян Зоричак (Yan Zoritchak)

## Лауреаты
- Гран-при: «Живая мертвечина» (Braindead), Новая Зеландия, 1992, режиссёр Питер Джексон
- Специальный приз жюри: «Доктор Усмешка» (Dr. Giggles), США, 1992, режиссёр Мэнни Кото

- Приз исполнительнице женской роли : Вирджиния Мэдсен за роль в фильме «Кэндимэн» (Candyman), США, 1992, режиссёр Бернард Роуз
- Приз зрительских симпатий «Кэндимэн» (Candyman), США, 1992, режиссёр Бернард Роуз
- Приз за лучшую музыку:  Филипп Гласс за музыку к фильму Кэндимен (Candyman), США, 1992, режиссёр Бернард Роуз

## Номинанты
- «Операция „Мутанты“» (Accion mutante), Испания, 1992, режиссёр Алекс де ла Иглесия
- «Темнота в полдень» (Dark at Noon, ака L’oeil qui ment), Франция, Португалия, 1993, режиссёр Рауль Руис
- «Песчаный дьявол» (Dust Devil), Великобритания, 1992, режиссёр Ричард Стэнли
- «Армия тьмы/Зловещие мертвецы-3:Армия тьмы» (Army of Darkness), США, 1992, режиссёр Сэм Рэйми
- «Кэндимен» (Candyman), США, 1992, режиссёр Бернард Роуз
- «Доппельгангер» (Doppelganger), США, 1993, режиссёр Ави Нэшер
- «Крепость» (Fortress), США, 1992, режиссёр Стюарт Гордон
- «Восставший из ада 3: Ад на земле» (Hellraiser III: Hell on Earth), США, 1992, режиссёр Энтони Хикокс
- «Кладбище домашних животных 2» (Pet Semetary 2), США, 1992, режиссёр Мэри Лэмберт
- «Спать с вампиром» (To Sleep with a Vampire) , США, 1993, режиссёр Адам Фридман